# Aubazine
Aubazine (Obasina in occitano) è un comune francese di 867 abitanti situato nel dipartimento della Corrèze nella regione della Nuova Aquitania. Talvolta scritto Aubazines, con la s finale, il nome è stato oggetto di un errore di trascrizione più volte ripetuto.
Vi sorge l'abbazia di Aubazine, un'abbazia cistercense.

## Società

### Evoluzione demografica
Abitanti censiti